# Josué Hofer (1721-1798)
Pour les articles homonymes, voir Hofer.
Josué Hofer, né le 19 octobre 1721 à Mulhouse et mort le 2 juillet 1798, est un notaire, chroniqueur et diplomate alsacien, « symbole de la bourgeoisie mulhousienne d’Ancien Régime », qui fut greffier-syndic de la République de Mulhouse pendant 50 ans. Il combattit la réunion de Mulhouse à la France et mourut six mois après s’être résigné à signer le traité de rattachement.

## Biographie
Josué Hofer naît le 19 octobre 1721 à Mulhouse.
Après des études de droit à Bâle, puis à Leipzig, il est nommé commis à la chancellerie de Mulhouse en 1745.
En 1748, il succède à Jean-Henri Reber comme secrétaire-syndic pendant 50 ans.
Il meurt le 2 juillet 1798.

## Hommages
Une rue de Mulhouse porte son nom.